# Јован Ђуричић Биорац
Јован Ђуричић Биорац (Ириг, 1844 — Рума, 2. фебруар 1912) био је трговац и велепоседник и добротвор.

## Биографија
Основну школу завршио је у родном месту, трговачку школу у Варадину и у Пешти. По пресељењу у Руму, 1858. године, са оцем је започео трговину храном и стоком. Истрајним радом и великим трудом дошао је до великог успеха и великог угледа.
Оженио се 1872. године Јеленом - Ленком Савић из Карловаца, такође чланицом Патроната привредникових добротвора, са којом је имао троје деце, од којих је двоје преминуло у раној младости. Заједно са јединим преживелим дететом, сином Александром, преузео је посао од оца.
Као велики родољуб био је члан свих народно-просветних установа, председник српске црквене општине, начелник Руме и председник Румске штедионице. Један је од оснивача и чланова управе Српске банке у Загребу. Припадао је радикалној странци. Био је и члан Патроната Привредникових добротвора.